# Juan Padrón
Juan Padrón   (província de Matanzas, 29 de gener de 1947 - l'Havana, 24 de març de 2020) fou un caricaturista, realitzador de dibuixos animats, il·lustrador, guionista i director de cinema cubà, el treball del qual aparegué per primera vegada al suplement estudiantil Mella. Es va llicenciar en Història de l'art a la Universitat de l'Havana el 1978.
El 1970, creà per a la revista Pionero el seu popular personatge Elpidio Valdés. Començà a treballar a l'Institut Cubà d'Art i Indústria Cinematogràfica (ICAIC), el 1974 com a director de dibuixos animats. Creador, a més, de les sèries d'animats Filminuto i Quinoscopio, aquest últim en col·laboració com l'humorista argentí Quino, creador de Mafalda. Realitzà el seu primer llargmetratge el 1979, Elpidio Valdés, i el segon Vampiros en La Habana el 1985. Va ser membre directiu de l'Unión Nacional de Escritores y Artistas de Cuba. El 2008 rebé el Premi Nacional de Cinema per la seua trajectòria.

## Filmografia
| - 1974 Una aventura de Elpidio Valdés - 1975 El enanito sucio - 1976 Las manos - 1976 Elpidio Valdés contra la policía de Nueva York - 1976 Clarín Mambí - 1977 Elpidio Valdés encuentra a Palmiche - 1979 Los valientes - 1979 Elpidio Valdés - 1980 Filminuto 1 - 1980 Filminuto 2 - 1981 Filminuto 3 - 1982 ¡Viva papi! - 1983 Elpidio Valdés contra dólar y cañón - 1985 Vampiros en La Habana - 1986 Quinoscopio 1 - 1986 Quinoscopio 2 - 1987 Quinoscopio 3 - 1987 Quinoscopio 4 - 1987 Quinoscopio 6 - 1988 Quinoscopio 5 - 1988 Filminuto 15 - 1988 Elpidio Valdés ataca a Jutía Dulce - 1989 Elpidio Valdés y Palmiche contra los lanceros - 1994 Mafalda - 1999 Contra el águila y el león - 2002 Conociendo a Martí: Memorias del Hanábana - 2003 Más vampiros en La Habana | - 1974 Una aventura de Elpidio Valdés - 1975 El enanito sucio - 1976 Las manos - 1976 Elpidio Valdés contra la policía de Nueva York - 1976 Clarín mambí - 1977 Elpidio Valdés encuentra a Palmiche - 1979 Elpidio Valdés - 1980 Filminuto 1 - 1980 Filminuto 2 - 1981 Filminuto 3 - 1982 ¡Viva papi! - 1983 Elpidio Valdés contra dólar y cañón - 1985 ¡Vampiros en La Habana! - 1986 Quinoscopio 1 - 1986 Quinoscopio 2 - 1987 Quinoscopio 3 - 1987 Quinoscopio 4 - 1987 Quinoscopio 6 - 1988 Filminuto 15 - 1988 Quinoscopio 5 - 1989 Elpidio Valdés y Palmiche contra los lanceros - 1994 Mafalda - 1999 Contra el águila y el león - 2003 Más vampiros en La Habana - 2003 Elpidio Valdés ataca a Trancalapuerta |

### Com a actor de veu
- 1985 ¡Vampiros en La Habana!
- 2003 Más vampiros en La Habana